# Litang
Litang, även känt som Lithang, är ett härad i den autonoma prefekturen Garzê i Sichuan-provinsen i sydvästra Kina. Det ligger omkring 390 kilometer väster om provinshuvudstaden Chengdu.